# Terre sacrée
Pour plus de détails, voir Fiche technique et Distribution.
Terre sacrée est un film français réalisé par Emilio Pacull et sorti en 1988.

## Fiche technique
(Source : Ciné-ressources)
- Titre : Terre sacrée[1]
- Réalisation : Emilio Pacull
- Scénario : Emilio Pacull et Evelyne Pieiller
- Dialogues : Antoine Lacomblez
- Photographie : Pierre-Laurent Chénieux
- Décors : Juan-Carlos Castillo
- Son : Bernard Aubouy
- Montage : Dominique Martin
- Musique : Jorge Arriagada
- Production : Arion Productions
- Pays de production :  France
- Durée : 95 minutes
- Date de sortie : France - 21 septembre 1988

## Distribution
- Joaquim de Almeida : Mateo
- Isabel Otero : Isabel
- Julien Guiomar : le père
- Julio Jung : l'avocat

## Distinctions

### Récompenses
- Prix à la création de la Fondation Gan 1987[2]

### Sélections
- Festival de Cannes 1988 (« Perspectives du cinéma français »)[3]
- Festival international du film de La Rochelle 1988[4]